# Prefab Sprout
Prefab Sprout is een Britse band uit Witton Gilbert, County Durham rond zanger/gitarist en constante factor Paddy McAloon (1957). De band, waarin zijn broer Martin bas speelde, was vooral in de jaren '80 en '90 succesvol.

## Biografie

### 1978; oorsprong groepsnaam
Prefab Sprout werd in 1978 in Newcastle opgericht; de groepsnaam zou een mondegreen (misverstane tekst) zijn van Nancy Sinatra & Lee Hazlewoods Jackson ("We got married in a fever, hotter than a pepper sprout"), of een eerbetoon aan de bands uit de late jaren 60/vroege jaren 70 die vergelijkbare namen hadden.

### 1982-1989
Prefab Sprout debuteerde in 1982 met de in eigen beheer uitgebrachte single Lions In My Own Garden Exit Someone; de afkorting van de titel, L.I.M.O.G.E.S., verwees naar de Franse stad waar McAloons toenmalige vriendin verbleef. De band tekende een contract bij het Kitchenware-label en bracht in 1984 het debuutalbum Swoon uit. Muzikant Thomas Dolby sprak lovende woorden in het BBC-radioprogramma Roundtable waarna hij werd gevraagd om het volgende album te produceren. Het album Steve McQueen verscheen in de zomer van 1985 en ontving positieve recensies; op last van de erven McQueen werd het album in Amerika uitgebracht als Two Wheels Good. Datzelfde jaar ging de band de studio in om Protest Songs op te nemen; dit album, bestaande uit protestliederen tegen kleinburgerlijkheid, zou pas in 1989 worden uitgebracht.
De officiële opvolger van Steve McQueen, From Langley Park To Memphis kwam in 1988 uit en bevatte gastbijdragen van Motown-legende Stevie Wonder en Who-gitarist Pete Townshend. Cars and Girls verscheen als eerste single. De tweede single, The King of Rock 'n Roll, werd de grootste hit van Prefab Sprout, mede dankzij de clip met de levensgrote hotdog en de als butler geklede kikker ("Hot dog, jumping frog, Albuquerque").

### 1990-1992
In 1990 verscheen Jordan The Comeback waarop de band wederom samenwerkte met Thomas Dolby. Ondanks de cryptische teksten was dit album toegankelijker dan de vier voorgangers en werd het bekroond met een Brit Award uit 1990. In 1992 blikte de band terug met de verzamelaar A Life of Surprises: The Best of Prefab Sprout waarvoor ook twee nieuwe singles werden opgenomen; The Sound Of Crying en If You Don't Love Me dat een top 10-hit werd in de Amerikaanse dance-chart. Het muziekblad Oor noemde Prefab Sprout in een recensie "de meest ondergewaardeerde band ter wereld".

### 1993-1999
McAloon zei in interviews dat hij onuitgebrachte conceptalbums klaar had liggen; enkele onderwerpen waren het leven van een popster a la Michael Jackson, de geschiedenis van de aarde (Earth: The Story So Far) en de zelfbedachte superheld Zorro The Fox. Het zou tot 1997 duren voor er weer een nieuw Prefab Sprout-album kwam; Andromeda Heights, het eerste zonder drummer Neil Conti. De band deed slechts een televisie-optreden ter promotie van de dragende single Prisoners of the Past; het laatste met zangeres/muziektherapeute Wendy Smith die na de geboorte van haar eerste kind opstapte.

### 2000-2001
Daarentegen keerde Neil Conti terug als live-drummer toen Prefab Sprout begin 2000 een korte tournee ondernam (de eerste in tien jaar) naar aanleiding van de verzamelaar 38 Carat Collection. Dit beviel zo goed dat de band daarna de studio in dook om het wildwest-album The Gunman and Other Stories op te nemen. Het album, bestaande uit eigen interpretaties van songs die McAloon voor anderen had geschreven, werd in 2001 uitgebracht; ondanks lovende reacties konden het album en de single Cowboy Dreams (oorspronkelijk opgenomen door zanger/acteur Jimmy Nail) niet aan vorige successen tippen.

### 2003-nu
Daarna werd Prefab Sprout min of meer een solo-project van McAloon; in 2003 verscheen I Trawl The Megahertz, zijn enige album dat oorspronkelijk onder eigen naam werd uitgebracht. De reden dat de zanger alleen verder ging was dat hij met gezondheidsproblemen kampte; zijn gezichtsvermogen ging in de late jaren '90 achteruit en zou zich na twee operaties ten dele herstellen. Ook zijn gehoor was aangetast als gevolg van de ziekte van Menière die in 2006 bij hem werd vastgesteld. Zijn verwilderde uiterlijk was niet zozeer een gevolg van zijn bijna-blindheid alswel een reactie op de door jeugd geobsedeerde popcultuur.
McAloon nam voor de heruitgave van Steve McQueen  in 2007 een akoestische sessie op van acht nummers; aan het eind van het jaar gaf hij zijn laatste openbare concert.
Op 7 september 2009 verscheen er voor het eerst in acht jaar een nieuw Prefab Sprout-album; zij het dat Let's Change The World With Music oorspronkelijk bedoeld was als opvolger van Jordan The Comeback. Ter promotie van dit lovend ontvangen album sprak McAloon met muziekbladen als Mojo.
Op 7 oktober 2013 werd Crimson/Red uitgegeven door het Icebreaker-label op cd en vinyl; daarvan waren 200 gesigneerde cd's voorzien van een interview. De single van het album was The Best Jewel Thief in the World; de bijbehorende clip ging in première op het videokanaal Vimeo.
In 2017 maakte McAloon een camcorderopname van een nieuw nummer; America, dat hij zou hebben geschreven nadat Donald Trump de presidentsverkiezingen won. De clip werd gepost op Instagram (kort fragment) en YouTube.
Op 10 december 2018 werd McAloon geïnterviewd voor het programma BBC Radio 4 Today; hij kondigde een aantal heruitgaven aan en een nieuw album met de titel Femmes Mythologiques. Als voorproefje speelde McAloon een fragment van het nummer Cleopatra. Het album bleef vooralsnog onuitgebracht.

## Links
- Officiële site